# Las noches que me inventé
Las Noches que me Inventé es el cuarto disco de estudio del grupo de rock español Dikers.
El disco fue producido por Iker Pierdafita y masterizado por Sergio Marcos. Fue grabado y mezclado en los estudios "El sótano", "Estudio XXI" y "Sonora" por Iker y Sergio Marcos.
Contó con las colaboraciones de Fernando Madina (Reincidentes), Kutxi Romero (Marea) y Brigido Duque (Koma)

## Lista de canciones
| N.º   | Título                        | Duración |  |
| 1.    | «Cohete (imposible de parar)» | 2:25     |  |
| 2.    | «Las noches que me inventé»   | 4:06     |  |
| 3.    | «Que más da»                  | 3:39     |  |
| 4.    | «Ronco Invierno»              | 4:05     |  |
| 5.    | «De Ataúdes»                  | 3:47     |  |
| 6.    | «De Narices»                  | 3:29     |  |
| 7.    | «Nada a mi alrededor»         | 4:19     |  |
| 8.    | «Soy»                         | 3:32     |  |
| 9.    | «Mi Comodín»                  | 4:05     |  |
| 10.   | «Con mi propia ley»           | 3:01     |  |
| 11.   | «Tentación»                   | 3:30     |  |
| 12.   | «Rompecabezas»                | 5:00     |  |
| 44:27 |                               |          |  |

## Miembros
- Iker Piedrafita - Voz, guitarra, piano
- Iñaki Urroz - Bajo, coros
- Rikar Martínez - Batería